# 国立病院機構茨城東病院
独立行政法人国立病院機構茨城東病院（いばらきひがしびょういん）は、茨城県那珂郡東海村にある医療機関。独立行政法人国立病院機構が運営する病院である。

## 概要
旧国立療養所晴嵐荘病院。政策医療分野における循環器病、呼吸器疾患（結核を含む）、重症心身障害の専門医療施設である。地域医療支援病院の承認を受ける。
国立療養所の当初計画では、日本結核予防協会が事業主体となり、陸海軍で肺結核のために除隊した者を収容する施設として位置づけられていた。建設にあたっては、三井報恩会が5万円を寄付、農林省が2万坪の国有地を提供して進められている。晴嵐荘の名は、結核予防協会会長の徳川圀順により命名された。

## 沿革
- 1935年（昭和10年） - 除役結核軍人療養施設、財団法人村松晴嵐荘として創設
- 1937年（昭和12年） - 国立結核療養所官制公布により内務省移管
- 1938年（昭和13年） - 厚生省移管
- 1942年（昭和17年） - 傷痍軍人療養所村松晴嵐荘となる
- 1945年（昭和20年） - 国立療養所村松晴嵐荘となる
- 1976年（昭和51年） - 国立療養所晴嵐荘病院と改称
- 2001年（平成13年） - 厚生労働省移管
- 2004年（平成16年） - 独立行政法人化により国立病院機構茨城東病院となる
- 2007年（平成19年）7月13日 - 地域医療支援病院の承認を受ける。

## 診療科
- 内科
- 呼吸器科
- 消化器科
- 循環器科
- 小児科
- 外科
- 呼吸器外科
- 心臓血管外科
- リハビリテーション科
- 放射線科
- 麻酔科ほか

エイズ治療拠点病院である。

## 交通アクセス
- JR常磐線東海駅からタクシーで約6km。茨城交通バス「茨城東病院」行き。
  - バス路線は、2010年6月30日に一度廃止された[2]が、2015年4月1日に復活した[3]。
- 国道245号沿い。